# Кызыл-Шорское сельское поселение
Кызыл-Шорское сельское поселение — муниципальное образование в центральной части Таштаголького района Кемеровской области России. 
Административный центр — посёлок Ключевой.

## Название
В переводе с шорского языка «Кызыл» — красный.

## География
На западе граничит с Коуринским сельским поселением, на юге с Республикой Алтай.

## Население
| 2010 | 2011 | 2012 | 2013 | 2014 | 2015 | 2016 |
| ---- | ---- | ---- | ---- | ---- | ---- | ---- |
| 784  | ↘783 | ↘750 | ↘732 | ↘729 | ↘706 | ↘702 |
| 2017 | 2018 | 2019 | 2020 | 2021 |      |      |
| ↘691 | →691 | ↗699 | ↗705 | ↘696 |      |      |

## Состав сельского поселения
| №  | Населённый пункт | Тип населённого пункта          | Население |
| -- | ---------------- | ------------------------------- | --------- |
| 1  | Большой Лабыш    | посёлок                         | 2         |
| 2  | Верх-Кочура      | посёлок                         | 10        |
| 3  | Верхний Таймет   | посёлок                         | 9         |
| 4  | Камзас           | посёлок                         | 2         |
| 5  | Карбалык         | посёлок                         | 5         |
| 6  | Ключевой         | посёлок, административный центр | 301       |
| 7  | Малый Лабыш      | посёлок                         | 11        |
| 8  | Мрассу           | посёлок                         | 199       |
| 9  | Сайзак           | посёлок                         | 0         |
| 10 | Сокушта          | посёлок                         | 6         |
| 11 | Чулеш            | посёлок                         | 239       |